# Basket Sancéo Troyen
Le Basket Sancéo Troyen est un club français de basket-ball basé à Troyes. Il a évolué en Nationale 2 (3e division nationale à l'époque) pendant quelques d'années.

## Historique
Le 24 février 1913 est créé un club multisports nommé Espérance Saint Julien avec une section basket-ball à Saint-Julien-les-Villas. Le club est affilié en 1952 à la Fédération Française de Basketball. En 1973, il évolue en Championnat Départemental, puis de 1974 à 1976 en Excellence Région. Il entre en championnat national pour participer de 1977 à 1979 en Nationale 4, de 1980 à 1982 en Nationale 3 et de 1982 à 1984 en Nationale 2. Lors de la saison 1984-1985 voit la fusion de l’Espérance Saint Julien avec le club de Troyes Basket pour devenir l'Espérance Troyes Saint Julien Basket. En Nationale 2 en 1992-1993, il se classe 13e sur 14 avec 8 victoires pour 18 défaites mais le club est repéché en fin de saison. Lors de la saison 1993-1994, le club se classe 4e avec 19 victoires pour 11 défaites. En 1994-1995, il obtient une 7e place avec 16 victoires pour 14 défaites. Le club dépose le bilan en Avril 1996. Le Troyes Aube Basket est créé pour la saison 1996-1997 puis c'est le Basket Sancéo Troyen qui voit le jour le 7 mai 1997. De 1999 à 2006, le club évolue en Nationale 3. Depuis il joue dans les divisions régionales.

### Joueurs célèbres ou marquants
- - Trevor Powell

### Entraîneurs successifs
- 1985-1986:  James Sarno[4]

### Salles
Le Gymnase Ganne à Saint-Julien-les-Villas et le Gymnase Beurnonville à Troyes.